# Taisho (keizer)
Keizer Taisho (大正天皇, Taishō-tennō) (Tokio, 31 augustus 1879 – aldaar, 25 december 1926) was de 123ste keizer van Japan volgens de traditionele lijst.
Zijn regering wordt in Japan aangeduid met de naam Taisho dat rechtschapenheid betekent.
In Japan wordt hij Taisho genoemd, maar in persoonlijke kring heette hij Yoshihito. Hij volgde in 1912 zijn vader keizer Meiji op. Op 10 mei 1900 trad Yoshihito in het huwelijk met de vijftienjarige Sadako Kujo, de latere keizerin Teimei. Ze was de dochter van de beroemde prins Kujo Michitaka. Het paar kreeg vier zonen:
- Prins Michi Hirohito, de latere keizer Showa (29 april 1901 – 7 januari 1989), werd na de dood van zijn vader in 1926 keizer van Japan, daarvoor was hij al een periode regent. Hij huwde prinses Nagako
- Prins Atsu Yasuhito, de latere prins Chichibu (25 juni 1902 – 4 januari 1953), huwde Matsudaira Setsuko
- Prins Teru Nobuhito, de latere prins Takamatsu (3 januari 1905 – 3 februari 1987), huwde Tokugawa Kikuko
- Prins Sumi Takahito, de latere prins Mikasa (2 december 1915 – 27 oktober 2016), huwde Yuriko Takagi.

De keizer kon vanwege een geestelijke stoornis, die veroorzaakt zou zijn door meningitis kort na zijn geboorte, niet regeren. Dankzij zijn huwelijk werd echter zijn geestelijke gezondheid wel beter. Kort na het huwelijk maakte hij als kroonprins een reis door Japan, een van de eerste momenten waarbij Japanse burgers in contact konden komen met hun kroonprins (later keizer). Het voormalige Akasakapaleis in Tokio werd van 1899 tot 1909 voor hen verbouwd door Katayama Tokuma in Europese rococostijl. Vanaf toen diende het als het kroonprinselijk paleis. In oktober 1907 maakte kroonprins Yoshihito een reis door Korea.
Hij stond vanaf 1921 onder regentschap van zijn zoon en opvolger, de latere Showa keizer Hirohito. De keizer stierf op 25 december 1926 aan een hartaanval. Keizer Taisho werd bekend als de eerste Tokio-keizer, omdat hij de eerste keizer was die zijn hele leven in en rond Tokio leefde. Taisho's vader werd geboren en grootgebracht in Kioto, maar hij leefde later in Tokio, waar hij uiteindelijk ook stierf.
* Regent Jingu staat niet op de traditionele lijst.